# جيراردو بيانكو
جيراردو بيانكو (بالإيطالية: Gerardo Bianco)‏ هو سياسي إيطالي، ولد في 12 سبتمبر 1931 في إيطاليا. حزبياً، نشط في الحزب الديمقراطي. في انتخابات البرلمان الأوروبي 1994، انتخب عضو في البرلمان الأوروبي عن دائرة إيطاليا لترشحه ضمن  قائمة حزب الشعب الإيطالي ‏، وقد انضم خلال فترته النيابية (19 يوليو 1994 – 19 يوليو 1999)  للكتلة البرلمانية الكتلة البرلمانية لحزب الشعب الأوروبي وانتخب وزير التعليم (27 يوليو 1990 – 13 أبريل 1991) وانتخب عضو مجلس النواب في الجمهورية الإيطالية.